# Cordón detonante
El cordón detonante (también llamado cordón de detonación, cordón de separación, cordón detonante, cordón detonante, cordón primario o cordón solar) es un tubo de plástico delgado y flexible que generalmente se llena con tetranitrato de pentaeritritol (PETN, pentrita). Con el PETN explotando a una velocidad de aproximadamente 6400 m / s, cualquier longitud común de cordón de detonación parece explotar instantáneamente. Es un fusible de alta velocidad que explota, en lugar de quemarse, y es adecuado para detonar explosivos. La velocidad de detonación es suficiente para usarla para sincronizar múltiples cargas para detonar casi simultáneamente, incluso si las cargas se colocan a diferentes distancias desde el punto de inicio. Se utiliza para encadenar de manera confiable y económica múltiples cargas explosivas. Los usos típicos incluyen minería, perforación, demoliciones y guerra.
"Cordtex" y "Primacord" son dos de las muchas marcas comerciales que se han utilizado como término genérico para este material.

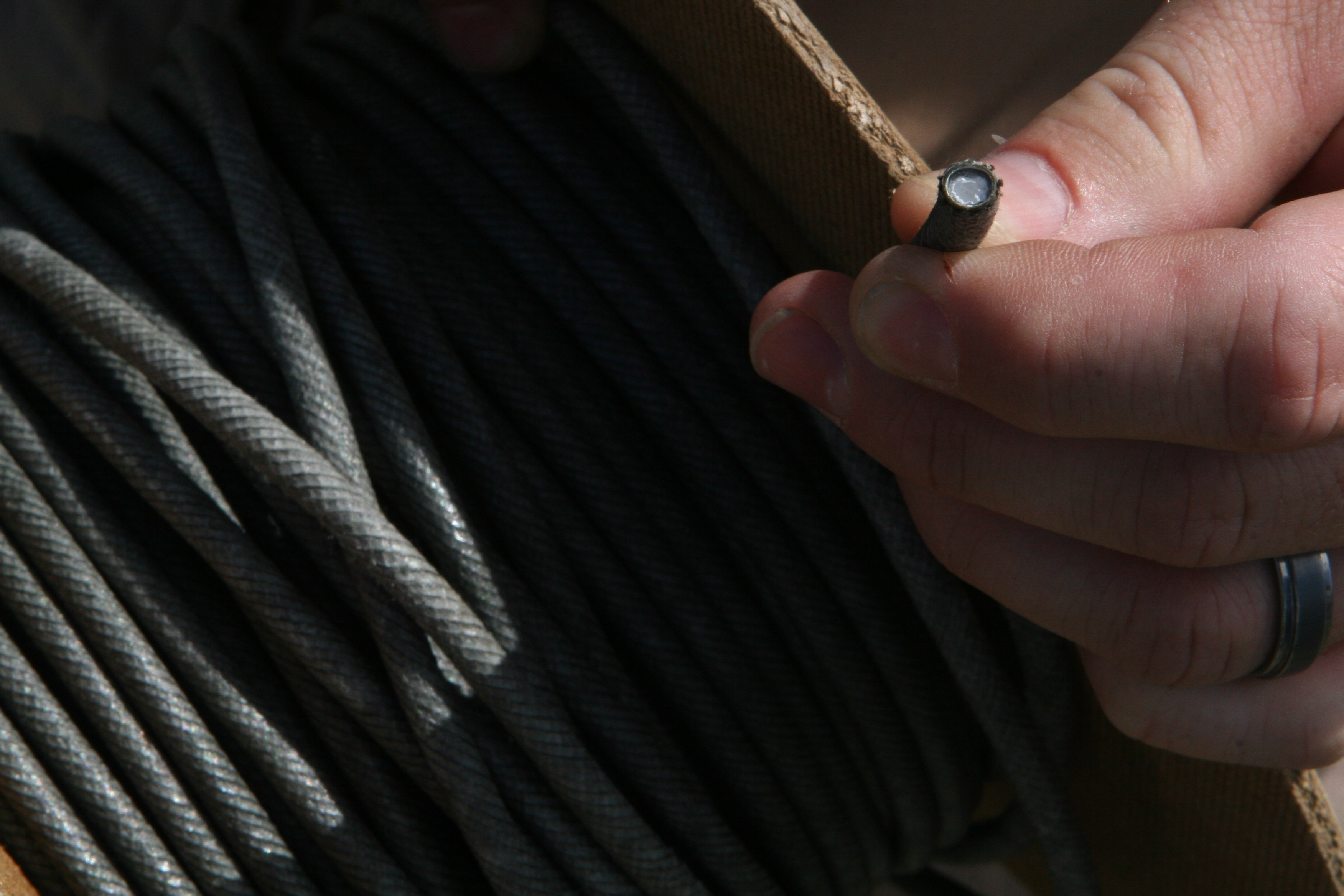
US Marines Cordón de detonación reforzado lleno de tetranitrato de pentaeritritol (PETN)

## Efectos
Como medio de transmisión, puede actuar como una línea descendente entre el iniciador (generalmente un disparador) y el área de la explosión, y como una línea troncal que conecta varias cargas explosivas diferentes. Como mecanismo de temporización, el cable de detonación detona a una velocidad muy confiable (alrededor de 7,000–8,000 m / s), lo que permite a los ingenieros controlar el patrón en el que se detonan las cargas. Esto es particularmente útil para las demoliciones, cuando los elementos estructurales necesitan ser destruidos en un orden específico para controlar el colapso de un edificio.
Si bien parece un cordón de nailon, el núcleo es un explosivo en polvo comprimido, generalmente PETN (pentrita), y se inicia usando una tapa de explosión. El cordón de detonación iniciará la mayoría de los explosivos comerciales (dinamita, gelignita, geles sensibilizados, etc.) pero no iniciará agentes explosivos menos sensibles como ANFO por sí solo. El cable de detonación de 25 a 50 granos / pie (5,3 a 10,6 g / m) tiene aproximadamente la misma potencia de inicio que una tapa de granallado n. ° 8 cada 2 a 4 pulgadas (5 a 10 cm) en toda su longitud. Se requiere una pequeña carga de PETN, TNT u otro refuerzo explosivo para unir el cable y una carga de agente de voladura insensible como ANFO o la mayoría de los geles de agua.
- Datos: Q1472852
- Multimedia: Detonating cord / Q1472852